# Germaine Hébrard
Germaine Hébrard, née le 20 mai 1889 à Thiais et morte le 14 novembre 1966 à Montmorency, est une peintre française.

## Biographie
Germaine Alphonsine Hébrard est la fille d'Auguste Hébrard, employé à la préfecture de police et de Marie Crouzet.
Elle est élève de Jules Adler, Louis-François Biloul et Ferdinand Humbert, puis expose au Salon où elle obtient une mention honorable en 1924.
En 1925, elle voyage en Algérie, et en 1929, la fondation Fragonard lui attribue une bourse de voyage en Belgique.
Elle remporte le 1er prix de l'Union des femmes peintres et sculpteurs en 1935, et le prix Blanche-Roullier à deux reprises, en 1939 et 1944.
Elle meurt à Montmorency à l'âge de 77 ans.